# Трифора

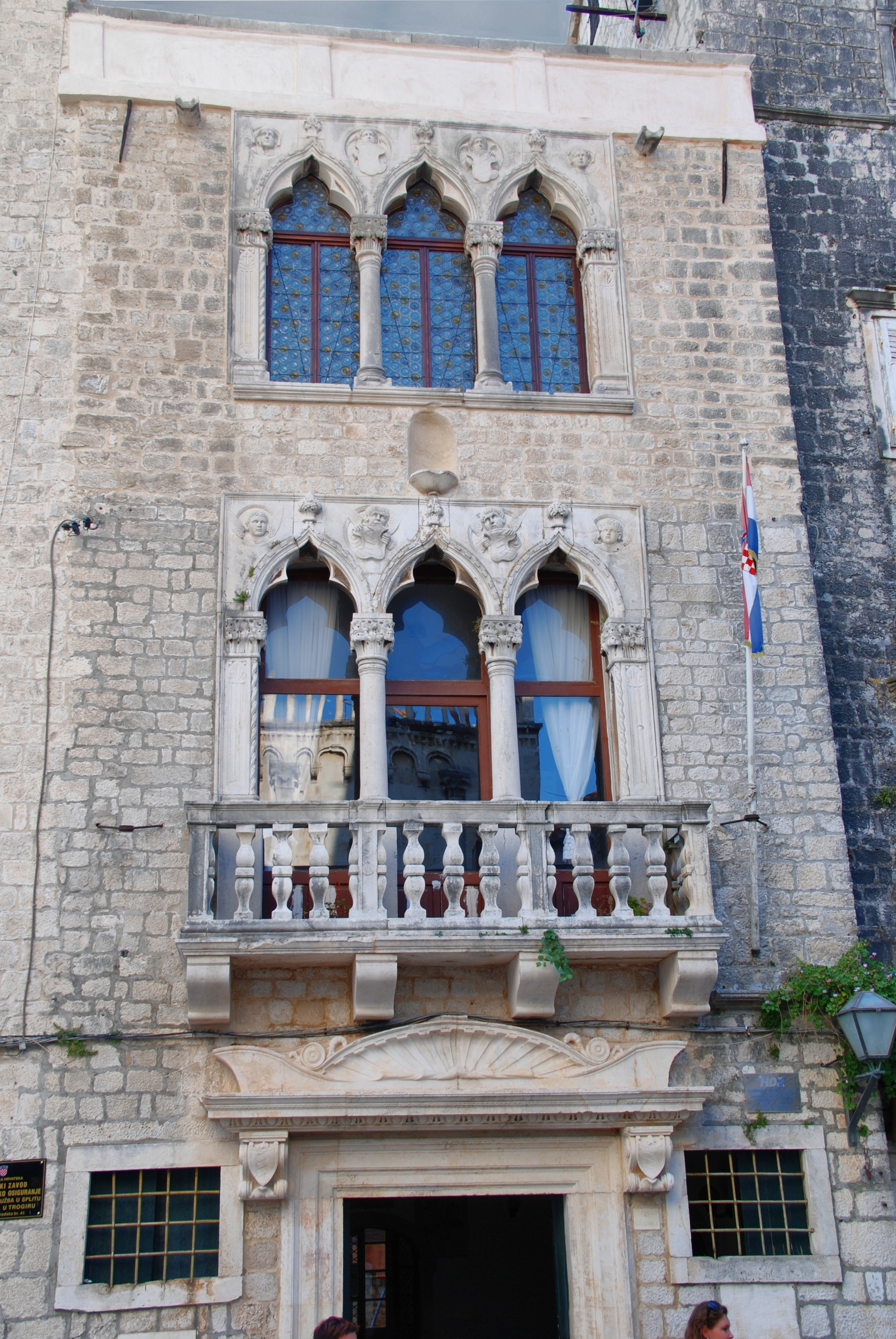
Дворец Чипико (Трогир, Хорватия)

Трифора (итал. Trifora) — тип окна, вертикально разделённого на три проёма двумя колоннами или пилястрами, на которые опираются три арки, закруглённые или острые. Иногда трифору обрамляют общей (четвёртой) аркой, которую декорируют круглым окошком, гербом, другими элементами декора.
Трифора встречается реже, чем бифора, в романскую, готическую и ренессансную эпохи. По сравнению с бифорою, трифора использовалась в бо́льших по размерам зданиях и сооружениях, башнях, колокольнях, на верхних этажах, там, где требовалось «облегчить» структуру при помощи крупного оконного проёма.

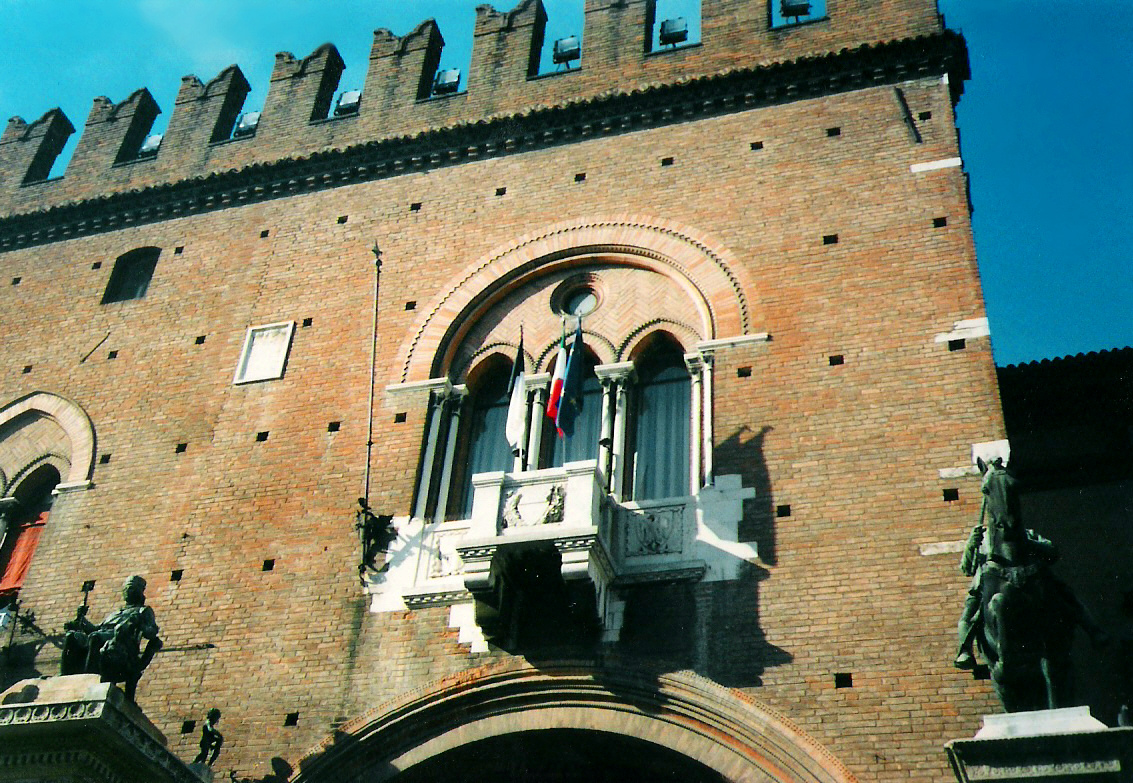
Трифора на готическом фасаде ратуши, Феррара, Италия.
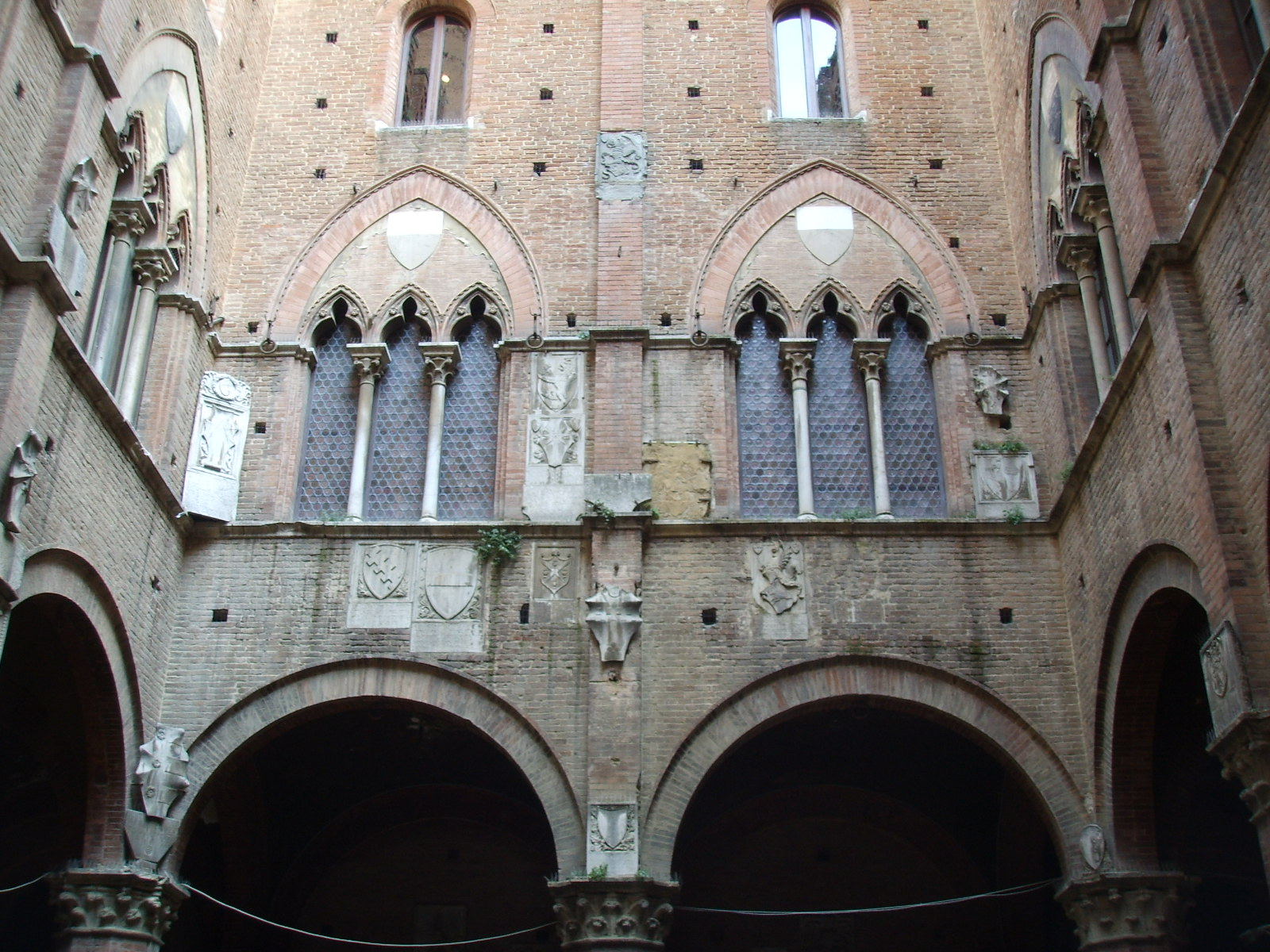
Сиена, внутренний дворик Палаццо Публико.
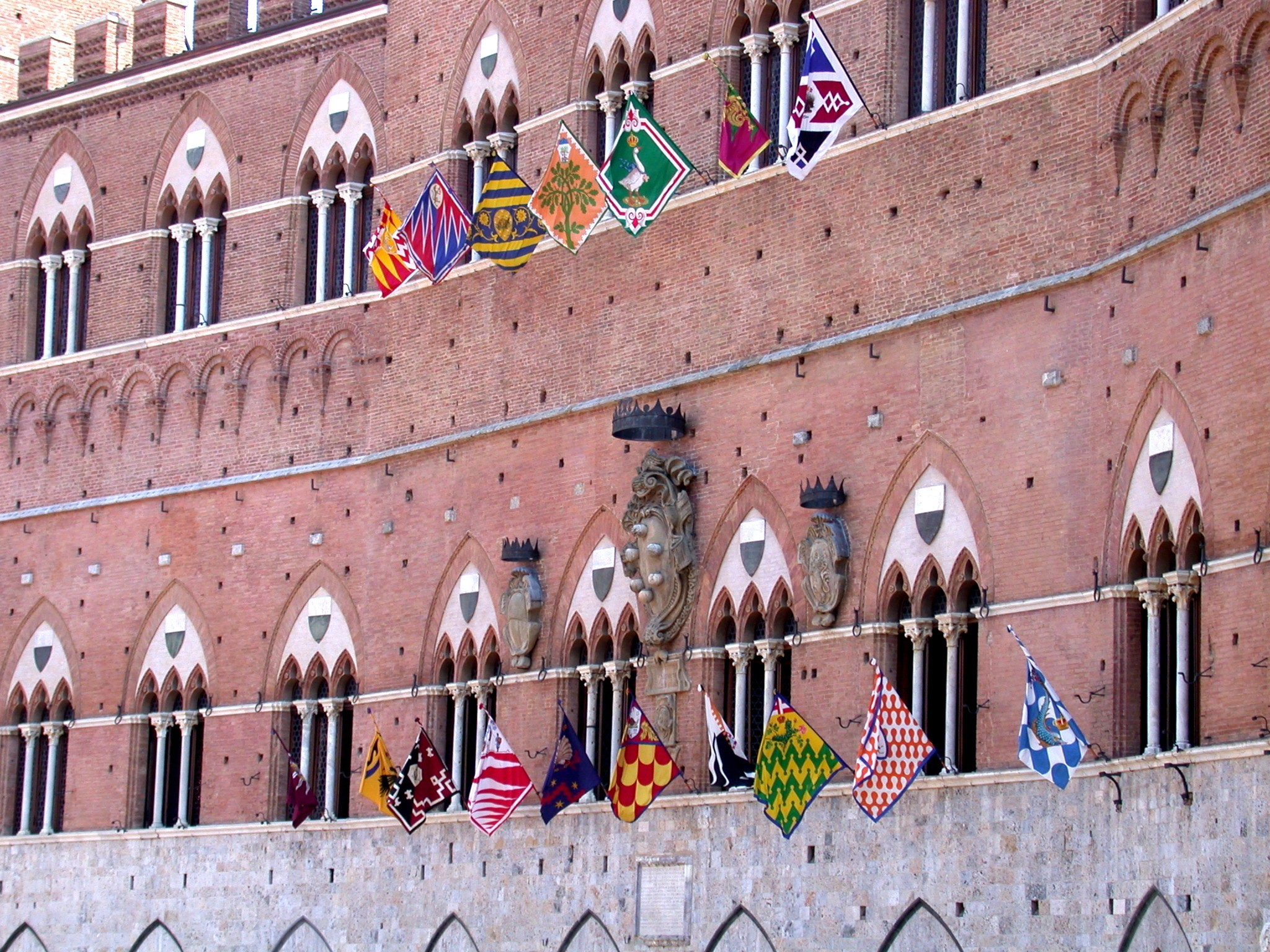
Сиена, фасад Палаццо Публико
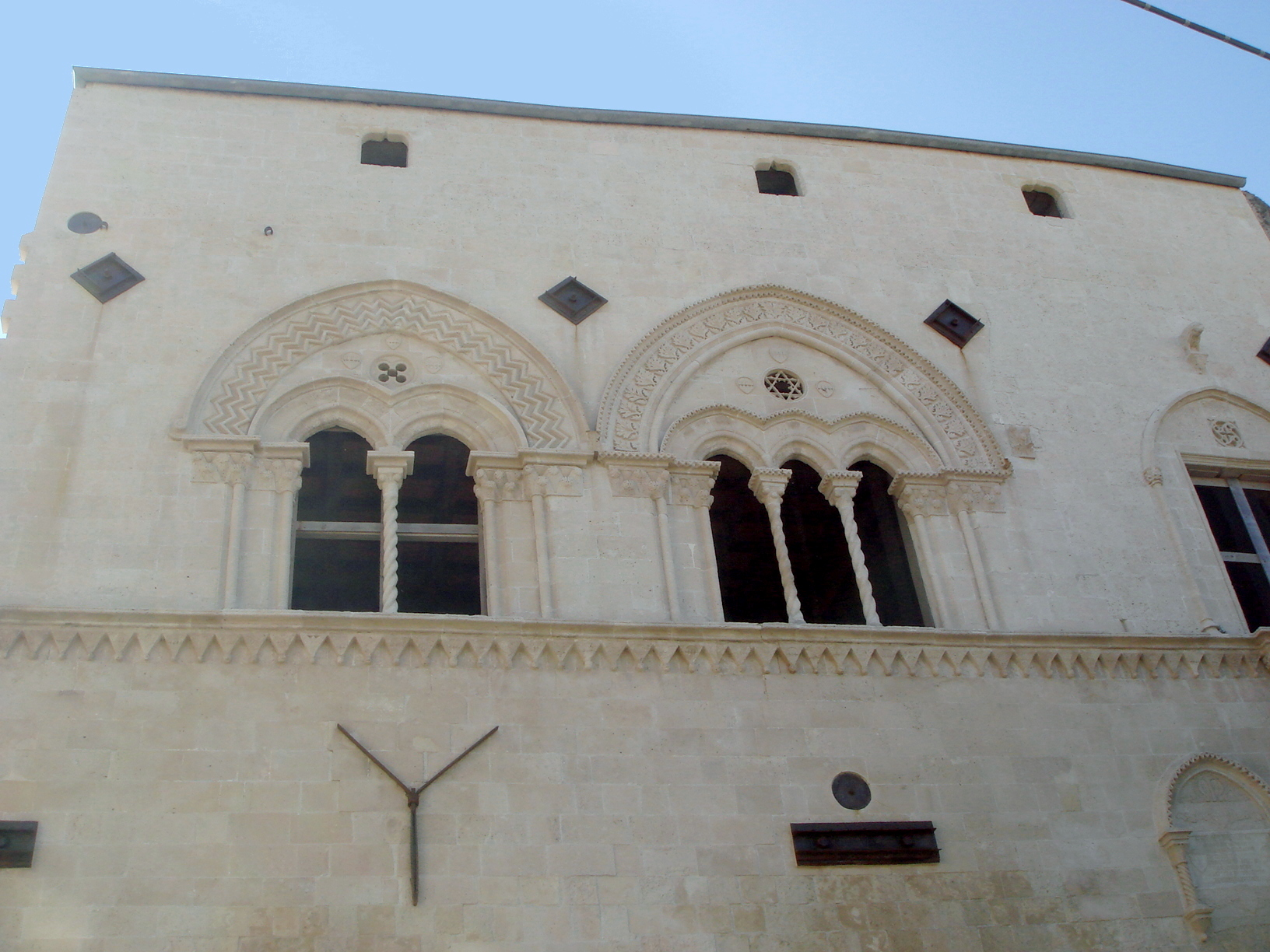
Сиракуза, Palazzo Mergulese-Montalto
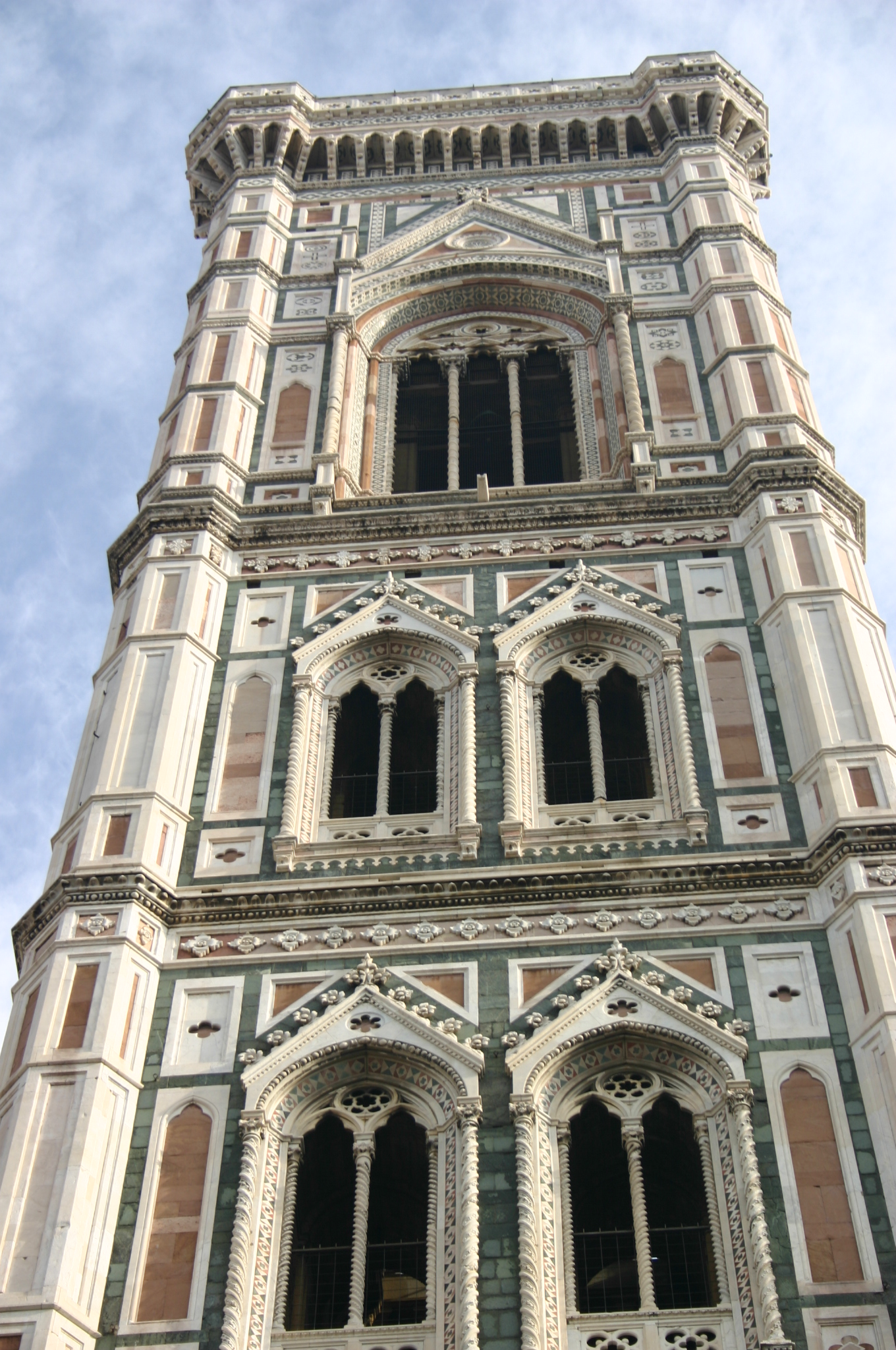
Флоренция, Кампанила Джотто
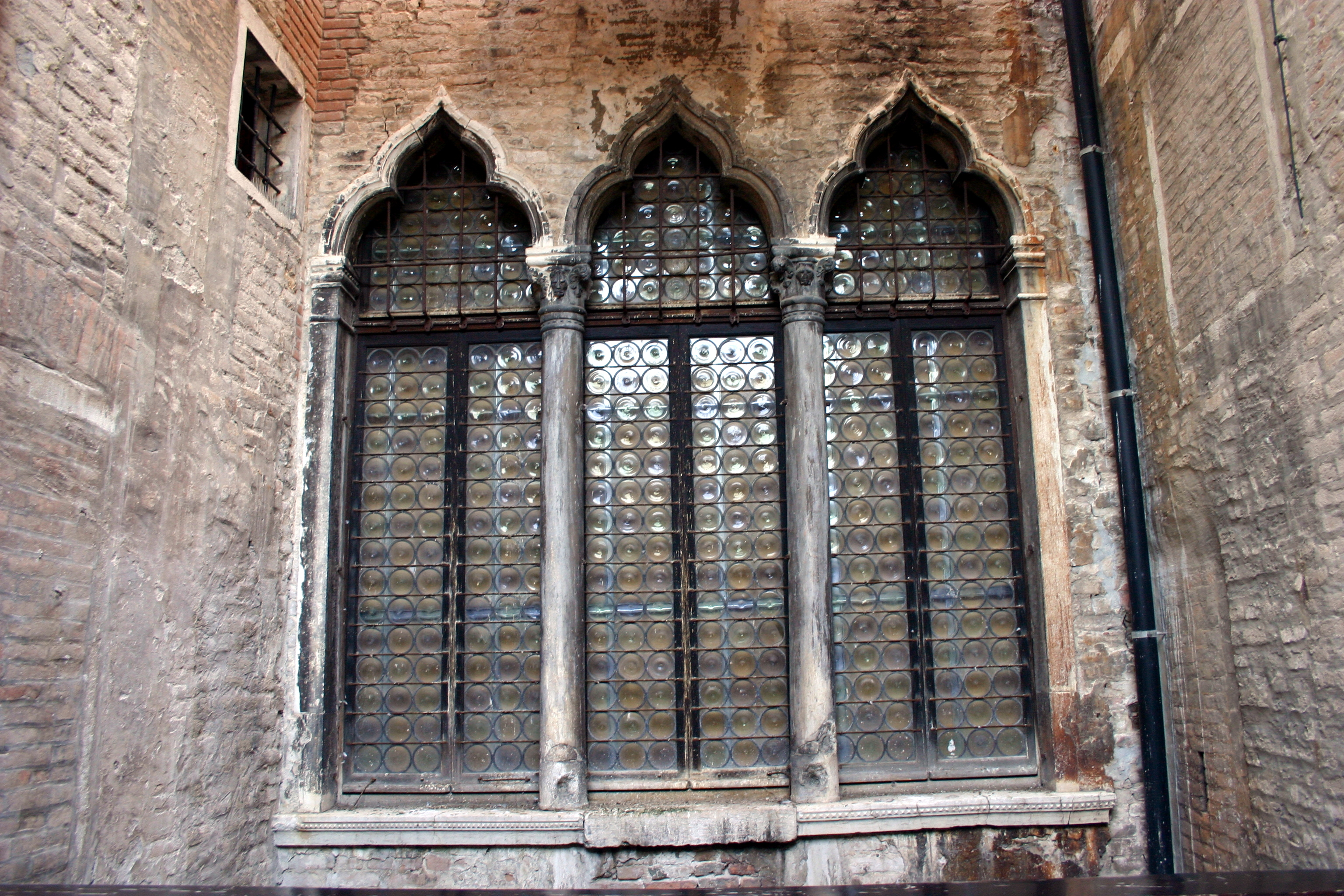
Венеция, Palazzo Fortuny (бывший Palazzo Pesaro degli Orfei)
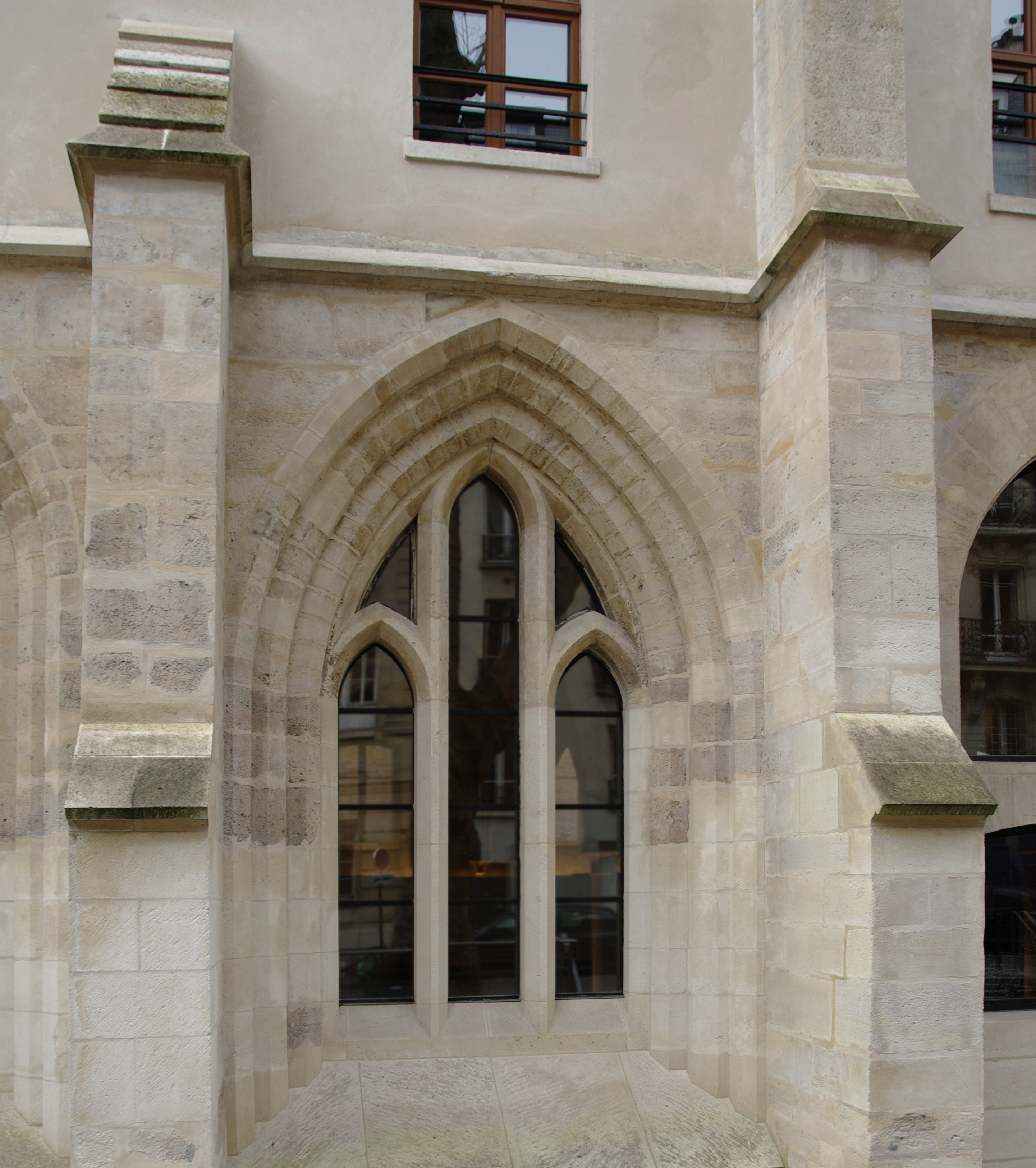
Франция, Париж, Collège des Bernardins
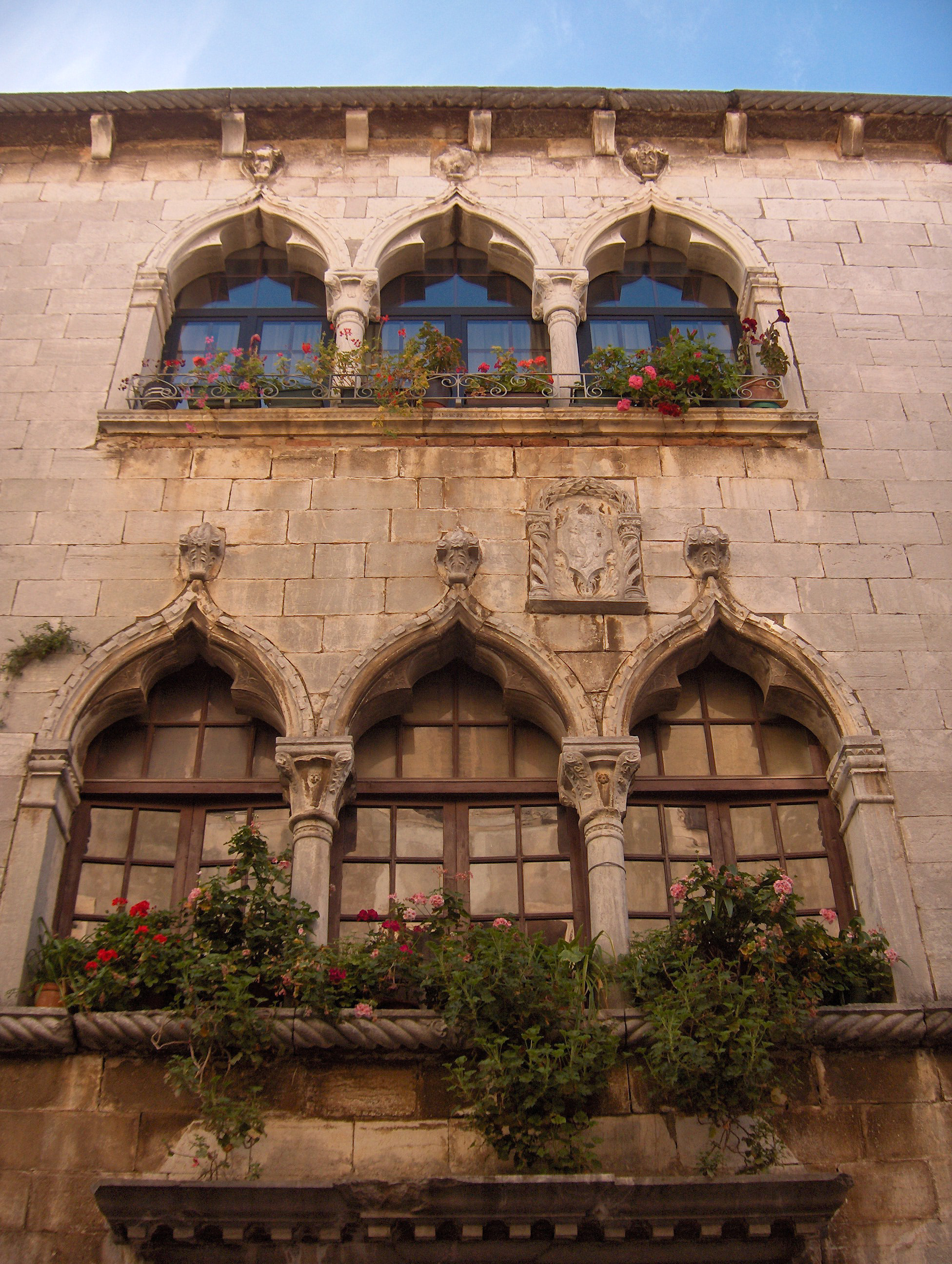
Хорватия, Пореч, готический дом